# Elevation: Live from Boston
| Оценки критиков | Оценки критиков |
| Источник        | Оценка          |
| --------------- | --------------- |
| Allmovie        | [ 1 ]           |

Elevation: Live from Boston — фильм-концерт ирландской рок-группы U2, был издан лейблом Island Records в Великобритании (26 ноября 2001), и фирмой Interscope Records в США (спустя месяц). Фильм был снят во время трёх шоу U2 в Бостоне, в ходе американской части турне Elevation Tour. Это был первый из двух видеорелизов снятых во время этих гастролей, второй — U2 Go Home: Live from Slane Castle.
Фильм имел хорошие продажи в ряде регионов, так в Мексике он был сертифицирован как «золотой», а в Соединенных Штатах стал самым успешным видеоальбомом группы.
Elevation: Live from Boston вышел на 2-х DVD. Первый диск содержит видеозапись концерта, снятую на обычные телевизионные камеры. Второй — кадры снятые через микрокамеру, расположенную в фирменных очках Боно, тем самым предлагая увидеть шоу «глазами фронтмена», на сцене и за кулисами. Также, оба диска включают дополнительные материалы.
Перед исполнением «In a Little While» Боно рассказывает историю о том, что эта песня стала последней, услышанной в жизни Джоуи Рамоном, лидером группы The Ramones, оказавших сильное влияние на молодых U2.

## Список композиций
1. «Elevation»
2. «Beautiful Day»
3. «Until the End of the World»
4. «Stuck in a Moment You Can't Get Out Of»
5. «Kite»
6. «Gone»
7. «New York»
8. «I Will Follow»
9. «Sunday Bloody Sunday» (включая отрывок «Get Up, Stand Up»)
10. «In a Little While»
11. «Desire»
12. «Stay (Faraway, So Close!)»
13. «Bad» / «40» (отрывки)
14. «Where the Streets Have No Name»
15. «Bullet the Blue Sky»
16. «With or Without You»
17. «The Fly»
18. «Wake Up Dead Man»
19. «Walk On»

## Доп. материал
- Диск 1:
  - Создание фильма «Elevation: Live from Boston»
- Диск 2:
  - Другая перспектива — Концерт «другим взглядом»: фэн-камеры, режиссёрская камера
  - Роуд-муви — Замедленная съемка одного дня в дороге
  - Бонусные треки
    - «Beautiful Day» — концерт в Дублине, сентябрь 2010 (хотя на диске указан как «Торонто, Канада»)
    - «Elevation» — первое шоу тура, Майами, март 2001
    - «Stuck in a Moment You Can’t Get Out Of» — выступления в Ганновере, Дублине и Франции, июль 2000

  - Трейлеры
    - Zoo TV: Live from Sydney
    - PopMart: Live from Mexico City

## Инструменты
Гитары:
- Эдж — Gibson SG, Gibson Explorer, Gibson Les Paul Standard, Fender Stratocaster, Gibson Les Paul Custom, Rickenbacker 360, Fender Telecaster, Taylor acoustic, Fernandes Decade.
- Боно — Gibson Hummingbird, Gretsch Country Club, Gibson ES-137.

## Хит-парады
| Хит-парад (2001)             | Высшая позиция |
| ---------------------------- | -------------- |
| Australian Top 40 Music DVDs | 1              |
| Danish Top 10 Music DVDs     | 3              |
| Ireland Top 20 DVDs          | 2              |
| Swedish Top 20 DVDs          | 2              |

## Сертификация
| Страна            | Организация  | Сертификация (продажи) |
| ----------------- | ------------ | ---------------------- |
| Аргентина         | CAPIF        | Платиновый             |
| Австралия         | ARIA         | Платиновый             |
| Австрия           | IFPI         | Золотой                |
| Бразилия          | ABPD         | Золотой                |
| Канада            | Music Canada | 5× Платиновый          |
| Франция           | SNEP         | 3× Платиновый          |
| Германия          | BVMI         | Золотой                |
| Мексика           | AMPROFON     | Золотой                |
| Соединенные Штаты | RIAA         | 2× Платиновый          |